# Harald Martenstein

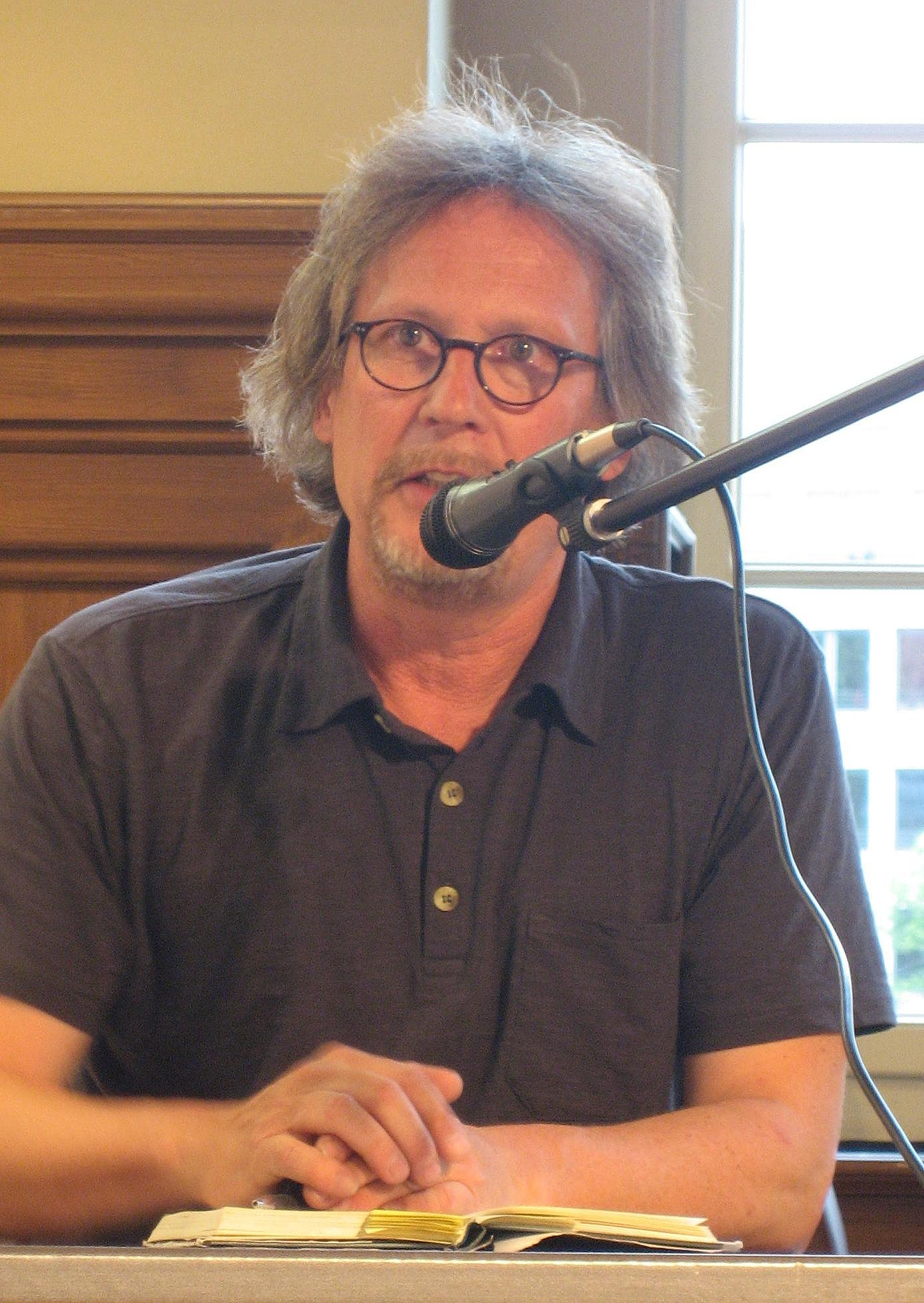
Harald Martenstein bei einer Lesung im Leipziger Hauptbahnhof 2008

Harald Martenstein (* 9. September 1953 in Mainz) ist ein deutscher Journalist, Schriftsteller und Kolumnist.

## Werdegang
Martensteins Vater war einer der Begleitmusiker von Hanns Dieter Hüsch und arbeitete später bei Opel. Martenstein arbeitete nach dem Abitur am Rabanus-Maurus-Gymnasium in Mainz einige Monate in einem Kibbuz in Israel und studierte dann Geschichte und Romanistik an der Universität Freiburg. In den 1970er Jahren war er für einige Jahre Mitglied der DKP. Seine ersten journalistischen Arbeiten entstanden in Mainz rund um die Fastnacht. Von 1981 bis 1988 war er Redakteur bei der Stuttgarter Zeitung und von 1988 bis 1997 Redakteur beim Tagesspiegel in Berlin. Dann übernahm Martenstein für kurze Zeit die Leitung der Kulturredaktion bei der Abendzeitung in München, wenig später kehrte er als leitender Redakteur zum Tagesspiegel zurück. Seit 2002 schreibt er eine Kolumne für die ebenfalls zur Verlagsgruppe Georg von Holtzbrinck gehörende Zeit, zunächst unter dem Titel Lebenszeichen und seit dem 24. Mai 2007 im Zeit-Magazin Leben unter Harald Martenstein. In überarbeiteter Form erschien eine Auswahl der satirischen Causerien erstmals 2004 in dem Sammelband Vom Leben gezeichnet. Einige Jahre war Martenstein mit Kolumnen in Geo kompakt vertreten. Seit Anfang der 1990er Jahre arbeitet Martenstein regelmäßig für Geo, zunächst als Reporter, inzwischen vor allem als Essayist. 
2004 erhielt er den Egon-Erwin-Kisch-Preis für einen Text über die Erb- und Führungsstreitigkeiten im Frankfurter Suhrkamp Verlag. Dieser Text wurde durch die fehlende Kooperationsbereitschaft der Verlagschefin auch zu einer Reportage über investigativen Kulturjournalismus. Im Februar 2007 erschien Martensteins Roman Heimweg, eine Art deutscher Familienchronik der Nachkriegszeit, für den er im selben Jahr mit dem Corine-Debütpreis ausgezeichnet wurde. Außerdem erscheinen regelmäßig Bände mit gesammelten Zeit-Kolumnen.
Martensteins zweiter Roman Gefühlte Nähe schildert in formaler Anlehnung an Schnitzlers Reigen die erfolglose Partnersuche einer jungen Frau. Jedes Kapitel ist aus dem Blickwinkel eines anderen ihrer 23 Liebhaber verfasst. Der Roman stieß auf negatives Echo in der Literaturkritik. Christopher Schmidt sprach in der Süddeutschen Zeitung unter anderem von einem „Revanchefoul im Geschlechterkampf“, Martenstein sei „eine Art Mario Barth für Zeit-Leser“. Auf literaturkritik.de wurde er als „Franz Josef Wagner für Bildungsbürger“ charakterisiert, der seine Ressentiments und Banalitäten im Gegensatz zu dem Boulevardjournalisten in etwas wortreicheren Kolumnen umsetze und mit Gefühlte Nähe nun das Genre der „Männerliteratur“ bediene.

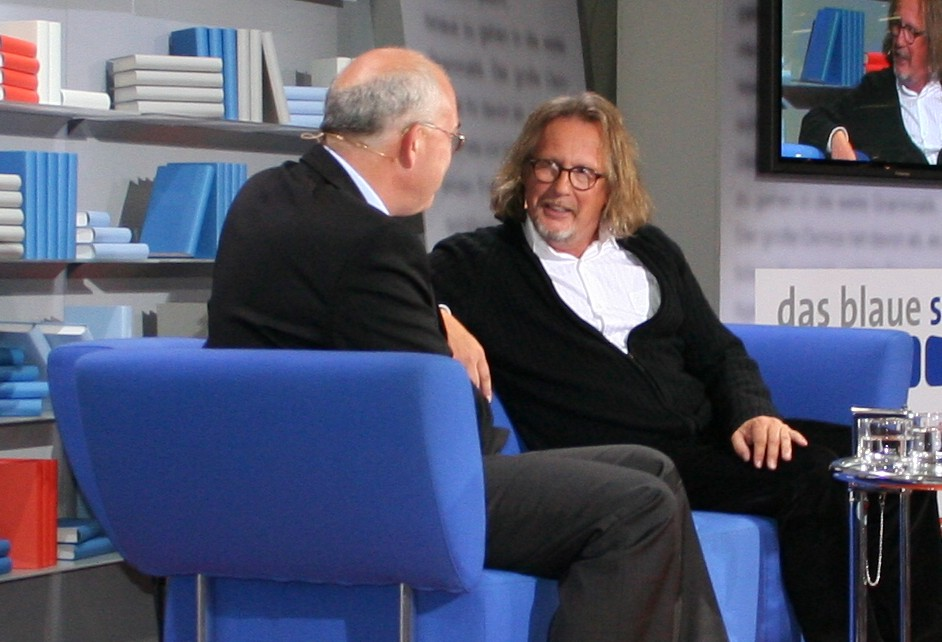
Harald Martenstein auf dem Blauen Sofa der Frankfurter Buchmesse 2010

Anfang 2007 bis Ende 2008 war auf watchberlin.de alle zwei Wochen eine Video-Kolumne mit dem Titel Martenstein! zu sehen. Anders als seine Zeit-Kolumnen bezogen sich die Themen dieser in Martensteins Kreuzberger Küche aufgezeichneten Beiträge oft speziell auf die Politik und Kultur in Berlin. Gemeinsam mit dem Kolumnisten Rainer Erlinger (Süddeutsche Zeitung) trat Martenstein 2008 und 2009 regelmäßig im Berliner Deutschen Theater auf. In ihrer Moral-Show diskutierten Martenstein und Erlinger moralische Alltagsfragen und stellten sie dem Publikum zur Abstimmung. Journalistisches Handwerk, vor allem zur Textsorte Kolumne, vermittelt Martenstein seit 2006 regelmäßig an der Bundesakademie für kulturelle Bildung Wolfenbüttel, der Akademie der Bayerischen Presse, der Schweizer Journalistenschule MAZ und am österreichischen KFJ.
Seit Herbst 2007 hat Harald Martenstein auf radioeins eine eigene Radiokolumne. Der NDR schloss sich 2013 an. Dieter Nuhr lud ihn im September 2014 zu einem Auftritt in der ARD-Kabarettsendung Nuhr im Ersten ein. Martenstein trat auch mit dem Sänger und Schauspieler Georg Clementi auf, der einige seiner Kolumnen zu Songs verarbeitet hat.
Im Herbst 2020 gehörte er zu den Erstunterzeichnern des Appell für freie Debattenräume. In seinem 2021 erschienenen autofiktionalen Roman Wut verarbeitete er seine Erfahrungen mit körperlicher Misshandlung durch seine Mutter während seiner Kindheit.
Er schrieb bis Februar 2022 für jede Sonntagsausgabe des Tagesspiegels eine Kolumne, darüber hinaus auch regelmäßig Glossen zu den Berliner Filmfestspielen sowie Reportagen und Essays. Nach einer Löschung eines Artikels durch die Chefredaktion verließ Martenstein die Zeitung. Er hatte in seiner Kolumne vom 6. Februar 2022 geschrieben, das Tragen von Judensternen auf Corona-Demonstrationen sei „sicher nicht antisemitisch“, da sich die Demonstranten mit den Juden als Opfer identifizierten, auch wenn es anmaßend, verharmlosend und für Überlebende schwer auszuhalten sei.  Davon hatte sich die Tagesspiegel-Chefredaktion distanziert und den Online-Beitrag depubliziert. Martenstein begründete das Ende seiner Tagesspiegel-Kolumne mit der Löschung, die nicht mit ihm abgesprochen worden sei. Er werde jedoch weiter für die ebenfalls zur Holtzbrinck-Verlagsgruppe gehörende Zeit schreiben. In einem Beitrag für die Welt warf Martenstein der Tagesspiegel-Chefredaktion vor, dass es die Protestwelle von Lesern, die als Grund für die Löschung angegeben wurde, nicht gegeben habe. Seit März 2022 hat er in der Welt am Sonntag die Kolumne Neben der Spur.

## Rezeption
2008 sorgte eine Zeit-Kolumne Martensteins dafür, dass die Altersfreigabe des Films Keinohrhasen von Til Schweiger von 6 auf 12 Jahre angehoben wurde.
Kai Sina bescheinigte Martenstein 2011, durchaus amüsante wie erhellende Blickfelderweiterungen zu bieten, als Übungen im Pluralismus und ohne ideologische Verbissenheit. Er sei im Sinne Ralf Konersmanns von der angeblichen Krise der Kulturkritik verschont geblieben, weil er sich im Gegensatz zu deren klassischen Vertretern nicht als Inhaber des überlegenen Standpunkts wähne und präsentiere. Martenstein habe keine Scheu vor Gegenrede und gehe immer wieder auf Leserkommentare ein. Er vertrete daher eine Haltung der „Nicht-Arroganz“, die auch das Vorläufige und Fehlbare seiner Ausführungen betone.
Mit einem kritischen Artikel zur Genderforschung, die er als ideologisch geprägte „Antiwissenschaft“ bezeichnete, löste Martenstein 2013 eine Debatte aus. Die Zentraleinrichtung zur Förderung von Frauen- und Geschlechterforschung der FU Berlin warf Martenstein dabei vor, er verfüge nur über „rudimentäres Gender-Wissen“ und ignoriere ernsthafte Forschungserkenntnisse, um seine vorgefasste These der Unwissenschaftlichkeit zu stützen. In „einer perfiden Tradition“ diffamiere er die Erkenntnisse von Frauen als unwissenschaftlich.
Heiko Werning warf ihm 2013 in einem taz-Blog vor, in der Antisemitismus-Debatte um Jakob Augstein, der Sexismus-Debatte um Rainer Brüderle oder der Rassismus-Debatte um Astrid Lindgren die Diskriminierung von Juden, Frauen und Schwarzen bewusst zu verharmlosen. Dabei zeige er stets die gleichen Reaktionen des „prototypischen deutschen, weißen Mannes“. Robin Detje kritisierte Martenstein neben Ulf Poschardt, Jan Fleischhauer und Matthias Matussek in einem Essay in der Zeit. Alle machten Minderheitenpositionen verächtlich und seien so mitverantwortlich für Drohungen und gewaltlastige Kommentare gegen diese im Internet. Stefan Niggemeier urteilte, Martenstein stehe „stellvertretend für die sich für schweigend haltende Mehrheit weißer, heterosexueller, alter Männer, die die Welt nicht mehr verstehen“; er schreibe ignorant gegen den Machtverlust an.
Dass die Chefredaktion des Tagesspiegels Martensteins Artikel vom 6. Februar 2022 gelöscht hatte, stieß auch bei anderen Medien auf Unverständnis. Silke Mertins von der taz bezeichnete die Löschung als „feige“. „Man kann umstrittenen Kolumnen auch eine Distanzierung der Chefredaktion voranstellen, ja, sogar eine Entschuldigung. Man kann die Kolumne einbetten in eine Reihe von anderen Meinungstexten, die Martenstein seine Argumente um die Ohren hauen. Aber löschen sollte man sie nicht.“ Kommentatoren wie Martenstein gehörten zu einer offenen Debattenkultur.

## Privates
Martenstein lebt in Gerswalde (Uckermark) und in Berlin. Er ist in zweiter Ehe mit der Kulturmanagerin Petra Martenstein verheiratet. Gemeinsam haben sie einen Sohn. Martenstein hat außerdem einen erwachsenen Sohn aus erster Ehe.

## Preise und Auszeichnungen
- Egon-Erwin-Kisch-Preis 2004
- Journalist des Jahres 2004 (Medium Magazin) (Kategorie Unterhaltung)[25]
- Corine 2007
- Henri-Nannen-Preis 2008 (Kategorie Humor)
- Curt-Goetz-Ring 2010
- Theodor-Wolff-Preis 2012
- Georg-K.-Glaser-Preis 2013
- Medienpreis für Sprachkritik 2023, verliehen von der Gesellschaft für deutsche Sprache und der Hans-Oelschläger-Stiftung[26]

## Werke (Auswahl)

### Kolumnen und andere Artikel
- 2001 Wachsen Ananas auf Bäumen? Wie ich meinem Kind die Welt erkläre. Hoffmann und Campe, Hamburg, ISBN 3-455-09343-4.
- 2004 Vom Leben gezeichnet. Tagebuch eines Endverbrauchers. Hoffmann und Campe, Hamburg, ISBN 3-455-09465-1.
- 2007 Männer sind wie Pfirsiche. C. Bertelsmann, München, ISBN 978-3-570-00961-1.
- 2008 Der Titel ist die halbe Miete: Nachhaltige Betrachtungen über die Welt von heute. C. Bertelsmann, München, ISBN 978-3-570-01017-4.
- 2011 Ansichten eines Hausschweins: Neue Geschichten über alte Probleme. C. Bertelsmann, München, ISBN 978-3-570-10111-7.
- 2014 Romantische Nächte im Zoo. Betrachtungen und Geschichten aus einem komischen Land. Aufbau Verlag, Berlin, ISBN 978-3-351-03518-1.
- 2014 Die neuen Leiden des alten M. Unartige Beobachtungen zum deutschen Alltag. C. Bertelsmann, München, ISBN 978-3-570-10224-4.
- 2016 Nettsein ist auch keine Lösung: Einfache Geschichten aus einem schwierigen Land. C. Bertelsmann, München, ISBN 978-3-570-10295-4.
- 2017 Im Kino: Kleine Geschichten über eine große Kunst C. Bertelsmann Verlag, München, ISBN 978-3-641-17695-2.
- 2018 Jeder lügt so gut er kann: Alternativen für Wahrheitssucher. C. Bertelsmann, München, ISBN 978-3-570-10337-1.
- 2022 Alles im Griff auf dem sinkenden Schiff: Optimistische Kolumnen. C. Bertelsmann, München, ISBN 978-3-570-10453-8.

### Romane und Kurzgeschichten
- 2007 Heimweg. Roman, C. Bertelsmann, München, ISBN 978-3-570-00953-6.
- 2010 Gefühlte Nähe. Roman in 23 Paarungen. C. Bertelsmann, München, ISBN 978-3-570-10006-6.
- 2011 mit Jenny Erpenbeck, Konstantin Richter, Katja Lange-Müller; Ute Krause (Illustration): Ein Berliner Weihnachtsmärchen. Hoffmann und Campe, Hamburg, ISBN 978-3-455-38103-0.
- 2013 Freuet Euch, Bernhard kommt bald! 12 unweihnachtliche Weihnachtsgeschichten. C. Bertelsmann, München, ISBN 978-3-570-10113-1.
- 2015 Schwarzes Gold aus Warnemünde (gemeinsam mit Tom Peuckert), alternativgeschichtlicher Roman, Aufbau Verlag, Berlin, ISBN 978-3-351-03607-2.
- 2021 Wut. Roman, Ullstein Hardcover, ISBN 978-3-550-20120-2.

### Weitere Werke
- 1994 Die Mönchsrepublik. Erotik in der deutschen Politik von Adenauer bis Scharping. Fannei & Walz, Berlin, ISBN 3-927574-28-7.
- 1996 Das hat Folgen. Deutschland und seine Fernsehserien. Reclam, Leipzig, ISBN 3-379-01569-5.
- 1999 mit Ilja Richter: Spot aus! Licht an! Meine Story. Hoffmann und Campe, Hamburg, ISBN 3-455-11277-3.
- 2020 mit Lorenz Maroldt: Berlin in hundert Kapiteln, von denen leider nur dreizehn fertig wurden, Ullstein Hardcover, ISBN 978-3-550-20010-6.